# The Sonics
The Sonics — гаражная рок-группа из Такомы (штат Вашингтон), возникшая в 1960 году и ставшая одним из наиболее известных и влиятельных представителей этого направления, сыгравшим важную роль в развитии хард-рока и прото-панк-музыки. Будучи видным представителем волны гаражного рока с северо-западного тихоокеанского побережья, группа вошла в число основателей влиятельной сиэтлской рок-сцены наряду со своими предшественниками The Kingsmen и The Wailers.
За время своего существования The Sonics выпустили 4 альбома, из которых наиболее знаменитыми являются Here Are the Sonics (1965) и Boom! (1966). Значительную часть материала, исполняемого The Sonics, составляли кавер-версии песен Литтл Ричарда, Чака Берри, Линка Рэя, гаражных стандартов — таких, как «Louie Louie», классических рок-н-роллов и ритм-н-блюзов — например, «Do You Love Me». Вместе с тем группа записала ряд собственных песен в традиционных аккордных схемах, такие как «Psycho», «Strychnine», «The Hustler».
Группа The Sonics, как и преобладающее большинство гаражных рок-групп, не имела массового успеха в период своей активной деятельности, однако оказала влияние на многие поколения рок-музыкантов, среди которых Джесси Хьюз, Джими Хендрикс и Курт Кобейн (последние два также дебютировали на сцене Сиэтла).

## История
История The Sonics началась в 1960 году, причём поначалу она была инструментальной группой. В первоначальный состав The Sonics входили гитаристы Ларри Парипа и Стюарт Тёрнер, барабанщик Митч Грабер, а также саксофонист и акустический басист, имена которых неизвестны. Вскоре Стюарт Тёрнер ушёл в армию; в группу пришли Рик Коч, ранее участвовавший в The Wailers, и первая в истории группы вокалистка — Мэрилин Лодж. Тогда же на смену Граберу пришёл ударник Билл Дин.
В 1963 году ушли Коч и Лодж. Новым вокалистом стал Рэй Михельсен, до этого ставший местной знаменитостью, выступая в качестве вокалиста в ряде групп регионального уровня. Билл Дин не особенно участвовал в развитии группы, и Ларри Парипа стал искать нового ударника, которым стал Боб Беннетт из местной группы The Searchers. Вскоре группу покинул Михельсен, и в 1964 году из The Searchers пришли два новых участника — вокалист Джерри Росли и саксофонист Роб Линд. Вместе с бас-гитаристом Энди Парипой они сформировали классический состав The Sonics.
Первоначально The Sonics выступали на небольших местных танцплощадках. Однако бас-гитарист The Wailers Джон «Бак» Ормсби принял группу на собственный лейбл The Wailers «Etiquette Records», на котором в ноябре 1964 году был выпущен дебютный сингл группы — «The Witch / Keep A-Knockin'». Би-сайд, «Keep A-Knockin'», был кавер-версией Литтл Ричарда, однако песня «The Witch» принадлежала самим The Sonics. Она произвела фурор в местной рок-сцене и стала самым продаваемым местным синглом в истории Северо-Запада. Текст, в котором даже были безосновательно усмотрены намёки на женоненавистничество, несколько мешал проигрыванию песни на радио, однако не мешал её бурному успеху. Песня со второго сингла — «Psycho» — также попала в регулярную ротацию на сиэтлское «AM Radio».
В 1965 году The Sonics приступили к записи дебютного альбома. Here Are the Sonics был записан на двухдорожечный магнитофон в сиэтлской студии под руководством звукорежиссёра Кенни Бартона. Хотя качество записи было довольно невысоким — например, на ударную установку приходился лишь один микрофон — одним из обязательных условий были выкрученные на максимум ручки всех усилителей. Запись получилась необычайно шумной, грязной и энергичной; The Sonics самостоятельно открывали новые способы искажения звука, вокал Джерри Росли был бешеным и кричащим (его иногда называют «белым Литтл Ричардом»), при записи гитары и саксофона активно использовался эффект дисторшн. Тексты собственных сочинений, автором которых был Джерри Росли, были намеренно примитивными и затрагивали мрачные темы — ведьмы («The Witch»), психопаты («Psycho»). Типичным примером является одна из наиболее известных композиций группы — «Strychnine», в которой пелось: «Кто-то любит воду, кто-то любит вино, а я предпочитаю чистый стрихнин».
В феврале 1966 году вышел второй студийный альбом The Sonics — Boom!. Саунд альбома был несколько более мягким; однако The Sonics продолжали эксперименты, в частности, при записи в ориентированной на кантри и фолк студии Wiley/Griffith в Такоме удалили из стен системы звукоизоляции с целью получить более «живой» звук. Помимо прочего, на альбоме вышла версия «Louie Louie». В 1966 году The Sonics выступали на разогреве у многих именитых коллективов — The Beach Boys, The Mamas & The Papas, Herman's Hermits, Jan And Dean, Jay & The Americans, The Kinks, The Lovin’ Spoonful, The Byrds.
На волне столь значительного для региональной гаражной команды успеха The Sonics подписали контракт с лейблом Jerden Records и записали в Голливуде на студии Gold Star Studios свой третий альбом — Introducting The Sonics. Звукорежиссёром записи был Ларри Левайн, который сделал саунд группы слишком мягким и выхолощенным; альбом плохо продавался, а сами участники группы вспоминали о нём как о «полнейшем мусоре».
В 1966—1968 годах классический состав The Sonics претерпевал распад: музыканты покидали группу ради учёбы в университете или уходили в другие группы. В 1968 году из оригинального состава никого не осталось, и фактически группа прекратила существование. Новый состав, возглавляемый вокалистом Джимом Брэйди, продолжал выступать вплоть до 1980 года под названием «Jim Brady & The Sonics», однако это была совершенно другая группа с абсолютно иным звучанием.
Классический состав The Sonics собрался вместе ещё один раз — в 1972 году они выступили «живьём» и выпустили запись этого концерта («Live Fanz Only»). Несмотря на многочисленные предложения, группа больше не намеревалась собираться, а Джерри Росли заявил, что это невозможно ни при каких обстоятельствах.
Однако в 2007 году The Sonics воссоединились. В состав вошли два новых участника: барабанщик из The Wailers Рики Линн Джонсон (Ricky Lynn Johnson) и бас-гитарист из The Daily Flash Дон Вильхельм (Don Wilhelm). Остальные участники остались из прежнего состава: Джерри Росли — вокал/клавишные, Ларри Парипа — гитара, Роб Линд — саксофон. Это событие было восторженно воспринято поклонниками группы. The Sonics снова стали давать концерты, в 2008 совершили тур по Европе и запланировали выпуск нового альбома и DVD.

## Стиль
Звучание The Sonics, на которое оказали влияние самые жёсткие рок-н-ролльные исполнители, такие как Бо Диддли и Link Wray And His Ray Men, было уникальным для 1964—1966 годов: мало кому в то время удавалось добиться настолько тяжёлого, брутального и жёсткого звука. На агрессивный вокал Джерри Росли, перемежавшийся криком и воем, оказал значительное влияние Литтл Ричард. На усилителях, к которым подключались электрогитары, The Sonics стремились найти максимально тяжёлый и громкий звук.
Эффект фузза на гитаре был найден The Sonics самостоятельно, хотя примерно тогда же вышла первая приставка «fuzzbox» фирмы Gibson. Энди Парипа так вспоминал об этом: «Мой брат (Ларри Парипа) всегда игрался с усилителями. Они всегда были перегружены. Или же он разъединял колонки и делал в них дыры. Вот почему мы в конце концов звучали, как после железнодорожной аварии». Принципы тяжёлого гитарного соло, на основе которых формировали своё звучание Джимми Хендрикс, Cream и Led Zeppelin, также были найдены The Sonics уже в дебютном сингле «The Witch» независимо от «You Really Got Me» The Kinks, традиционно считающейся первой песней такого рода.
Как кавер-версии, так и собственные песни авторства Джерри Росли, которые исполняли The Sonics, были в большинстве своём построены в традиционных рок-н-ролльных и ритм-энд-блюзовых аккордных схемах, обыгранных максимально тяжело и агрессивно. Тексты собственных песен были либо намеренно абсурдными («Strychnine»), либо посвящёнными каким-либо тяжёлым и неприятным темам («The Witch», «Psycho», «He’s Waiting»), либо традиционной подростковой тематике рок-н-ролльных композиций — девушкам, гитарам, сёрфингу, машинам («Maintaining My Cool», «The Hustler»).
Участники группы по-разному вспоминали о времени, проведённом в The Sonics. «Мы были дикой, грязной, шикарной группой» — вспоминал Боб Беннетт. Ларри Парипа отзывался иначе: «Мы были отвратительны. Всё, что вы слышали о нас, — правда». Так или иначе, как в музыкальном плане (агрессивные, жёсткие рок-н-роллы), так и в текстовом (либо вызывающие, либо намеренно легковесные тексты) The Sonics стали одной из наиболее близких к панк-року групп 1960-х. Песню «Psycho» иногда называют первой панк-рок-записью в истории.

## Влияние
Кавер-версий песен The Sonics существует не так уж много. Среди их исполнителей — гаражная группа The Swamp Rats, записавшая версию «Psycho», и Пол Роланд, перепевший «Strychnine». Однако стиль и звучание The Sonics оказали значительное влияние на рок-музыку. Гитарная манера группы существенно повлияла на становление как хард-рока (Джимми Хендрикс, Cream), так и прото-панка (The Stooges, MC5). Влияние The Sonics прослеживается в панк-роке как 1970-х (The Clash), так и 1980-х — это связано в том числе с возрождением принципов гаражного рок-саунда (The Lyres, The Fleshtones, в 2000-х — The Hives).
Лидер группы Eagles of Death Metal Джесси Хьюз говорил: «Это парни, которые вдохновили The Stooges… Они создали то, что позже было названо панк-роком». Курт Кобейн считал звучание ударных The Sonics уникальным: «…У них был всего один микрофон на барабаны… И всё же это по сей день моё любимое звучание ударных. Такое впечатление, что он стучит сильнее всех, кого я знал». Джеймс Мёрфи так сказал о группах, повлиявших на песню «Losing My Edge» LCD Soundsystem: «…The Sonics, The Sonics, The Sonics, The Sonics…».

## Состав

### Классический состав (1964—1966 гг.)
- Джерри Росли (Gerry Roslie) — вокал, пианино, орган
- Ларри Парипа (Larry Parypa) — соло-гитара, бэк-вокал
- Энди Парипа (Andy Parypa) — бас-гитара
- Роб Линд (Rob Lind) — саксофон, бэк-вокал, гармоника
- Боб Беннетт (Bob Bennett) — ударные

### Другие участники
- Стюарт Тёрнер (Stuart Turner) — гитара (первый состав, 1960)
- Митч Грабер (Mirch Graber) — ударные (первый состав, 1960)
- Рик Коч (Rich Koch) — гитара (второй состав)
- Мэрилин Лодж (Marylin Lodge) — вокал (второй состав)
- Билл Дин (Bill Dean) — ударные (второй состав)
- Рэй Михельсен (Ray Michelsen) — вокал (1963—1964)
- Джим Брэйди (Jim Brady) — вокал (с 1966)

## Дискография

### Студийные альбомы
- Here Are the Sonics (Etiquette, 1965)
- Boom (Etiquette, 1966)
- This is The Sonics (Revox, 2015)

### Мини-альбом
- 8 (The Sonics Record Co., 2010)

### Концертные альбомы
- Live Fanz Only (Etiquette, 1987)
- The Sonics — Busy Body!!! Live in Tacoma 1964 (Norton, 2007)

### Синглы
- The Witch / Keep A-Knockin' (Etiquette, 1964)
- The Witch / Psycho (Etiquette, 1965)
- Psycho / Keep A-Knockin' (Etiquette, 1965)
- Boss Hoss / The Hustler (Etiquette, 1965)
- Don’t Be Afraid of the Dark / Shot Down (Etiquette, 1965)
- Don’t Believe in Christmas (The Sonics) / Christmas Spirit (The Wailers) (Etiquette, 1965)
- Cinderella / Louie Louie (Etiquette, 1965)
- You Got Your Head on Backwards / Love Light (Jerden, 1966)
- Like No Other Man / Love Light (Jerden, 1966)
- The Witch / Like No Other Man (Jerden, 1966)
- Psycho / Maintaining My Cool (Jerden, 1966)
- Love-itis / You’re in Love (Jerden, 1967)
- Lost Love / Any Way the Wind Blows (Piccadilly, 1967)
- Any Way the Wind Blows / Lost Love (UNI, 1967)
- Dirty Old Man / Bama Lama Bama Loo (Burdette, 1975)
- The Witch / Bama Lama Bama Loo (Great Northwest, 1979)
- The Witch / Keep A-Knockin' (Norton, 1998)
- Psycho / Have Love Will Travel (Norton, 1998)
- Cinderella / He’s Waitin' (Norton, 1998)
- Boss Hoss / The Hustler (Norton, 1998)
- Strychnine / Shot Down (Norton, 1998)
- Louie Louie (The Sonics) / Louie Louie (The Wailers) (Norton, 1998)
- Don’t Believe in Christmas / Santa Claus (Norton, 1998)

### Компиляции
- Merry Christmas (Etiquette, 1965)
- Introducing the Sonics (Jerden, 1967)
- Explosives (Buckshot, 1973)
- The Sonics (SRT, 1978)
- Full Force! The Best of Sonics (1987)
- Maintainig My Cool (1991)
- Fire & Ice: The Lost Tapes (2 CD) (1996)
- Psycho-Sonic (2000)
- The Savage Young Sonics (2001)
- The Jerden Years 1966-69 (2003)